# Cheny
Cheny est une commune française située dans le département de l'Yonne, en région Bourgogne-Franche-Comté. C'est une ville fleurie récompensée de deux fleurs[C'est-à-dire ?].

## Géographie

### Géologie
Le territoire formé, pour sa plus grande partie de couches 
d'alluvions successives plus ou moins épaisses, est presque partout 
limoneux et fertile. Le lit de l'Armançon est une espèce d'argile noire 
très dure que les paysans appellent lave et qui imite bien la cendre 
durcie. Le sable de la rivière ne contient que très peu de granit. La 
montagne de calcaire moyennement dur, renferme quelques coquillages de 
l'espèce des Ammonites. L'étranger ne peut s'empêcher de remarquer la 
teinte et la grenure des soubassements des plus vieilles maisons et des 
assises de l'église et du pont, c'est une sorte de poudingue ou 
conglomérat, appelé vulgairement caille, coagulatum. Cette masse, 
composée de graviers de toutes sortes, d'une incroyable dureté, forme 
sur une vaste étendue, un banc imperméable, recouvert de terre végétale.
Cette couche, impénétrable avec l'épaisseur des laves inférieures, peut
expliquer l'humidité qui se maintient sur un sol élevé de sept ou huit 
mètres au-dessus du niveau de l'Armançon, puis les suintements fréquents
à la Croix-Rouge, et l'existence d'un grand nombre de sources qui 
jaillissent sur le territoire en Ferte-Rive, au Coignot, aux Cavons, 
près l'église Saint-Pierre, vers le pont, au Vivier, aux Voèvres, au 
Port des Fontaines.
Du côté du cimetière et en 
Ferte-Rive, le sous-sol mobile contient d'intéressantes pétrifications, 
imitant la meulière, et où l'œil reconnaît facilement des herbes, des 
débris de mousse, de joncs, et des feuilles d'ormes et d'aulnes.

### Climat
Pour des articles plus généraux, voir Climat de la Bourgogne-Franche-Comté et Climat de l'Yonne.
En 2010, le climat de la commune est de type climat océanique dégradé des plaines du Centre et du Nord, selon une étude du Centre national de la recherche scientifique s'appuyant sur une série de données couvrant la période 1971-2000. En 2020, Météo-France publie une typologie des climats de la France métropolitaine dans laquelle la commune est exposée à un climat océanique altéré et est dans la région climatique  Lorraine, plateau de Langres, Morvan, caractérisée par un hiver rude (1,5 °C), des vents modérés et des brouillards fréquents en automne et hiver. 
Pour la période 1971-2000, la température annuelle moyenne est de 10,9 °C, avec une amplitude thermique annuelle de 15,6 °C. Le cumul annuel moyen de précipitations est de 694 mm, avec 11,3 jours de précipitations en janvier et 7,7 jours en juillet. Pour la période 1991-2020, la température moyenne annuelle observée sur la station météorologique de Météo-France la plus proche, « Aillant », sur la commune de Montholon à 16 km à vol d'oiseau, est de 11,5 °C et le cumul annuel moyen de précipitations est de 727,4 mm. 
La température maximale relevée sur cette station est de 42,7 °C, atteinte le 24 juillet 2019 ; la température minimale est de −23,5 °C, atteinte le 25 février 1986,,. 
Les paramètres climatiques de la commune ont été estimés pour le milieu du siècle (2041-2070) selon différents scénarios d'émission de gaz à effet de serre à partir des nouvelles projections climatiques de référence DRIAS-2020. Ils sont consultables sur un site dédié publié par Météo-France en novembre 2022.

## Urbanisme

### Typologie
Au 1er janvier 2024, Cheny est catégorisée petite ville, selon la nouvelle grille communale de densité à sept niveaux définie par l'Insee en 2022.
Elle appartient à l'unité urbaine de Migennes, une agglomération intra-départementale regroupant quatre  communes, dont elle est une commune de la banlieue,,. Par ailleurs la commune fait partie de l'aire d'attraction d'Auxerre, dont elle est une commune de la couronne,. Cette aire, qui regroupe 104 communes, est catégorisée dans les aires de 50 000 à moins de 200 000 habitants,.

### Occupation des sols
L'occupation des sols de la commune, telle qu'elle ressort de la base de données européenne d’occupation biophysique des sols Corine Land Cover (CLC), est marquée par l'importance des territoires agricoles (76,8 % en 2018), en diminution par rapport à 1990 (78,9 %). La répartition détaillée en 2018 est la suivante : terres arables (59,8 %), zones agricoles hétérogènes (13,2 %), zones urbanisées (9,4 %), forêts (9,2 %), prairies (3,9 %), zones industrielles ou commerciales et réseaux de communication (3,2 %), milieux à végétation arbustive et/ou herbacée (1,3 %). L'évolution de l’occupation des sols de la commune et de ses infrastructures peut être observée sur les différentes représentations cartographiques du territoire : la carte de Cassini (XVIIIe siècle), la carte d'état-major (1820-1866) et les cartes ou photos aériennes de l'IGN pour la période actuelle (1950 à aujourd'hui).

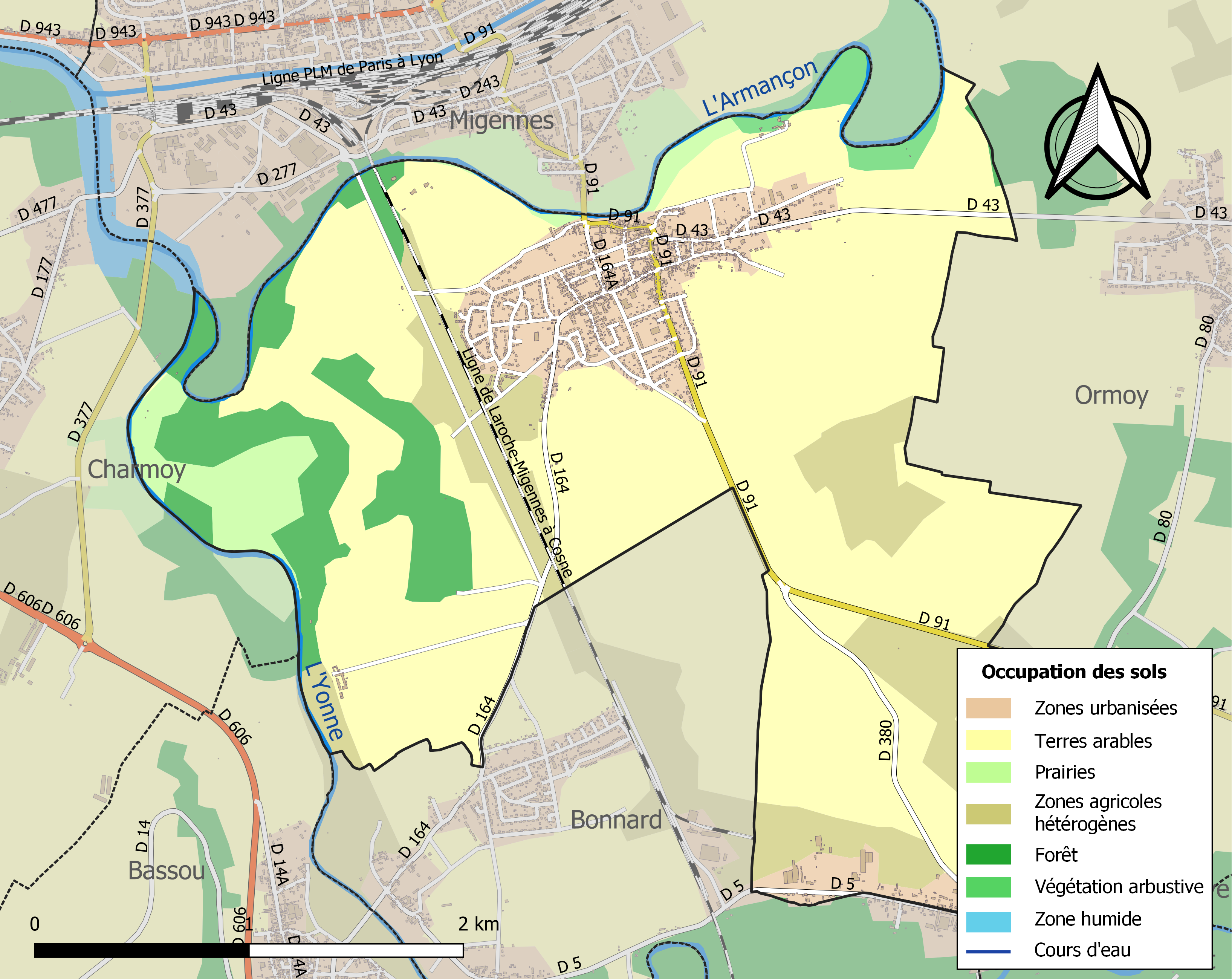
Carte des infrastructures et de l'occupation des sols de la commune en 2018 (CLC).

## Toponymie
On a proposé diverses explications pour donner l'étymologie de Cheny : un lieu planté de chênes mais l'orthographe primitive n'admet pas cette supposition ; le chenil des hauts et puissants seigneurs de Montmorency, au XVIIe siècle or le nom a une origine plus ancienne. Les historiens pensent plutôt que Cheny a pour origine le nom d'un romain, Canius, propriétaire des terres sur lesquelles s'est bâti le bourg.
Les diverses formes du nom sont les suivantes :
- Chriniacus ou Chiniacus, 833,
- Caniacus, 853,
- Calniacus, 864,
- Kainée, ixe siècle,
- Caniniacus, vers 1020,
- Chaniacum, 1141,
- Chiniacum, 1258,
- Chanei, 1143,
- Cheni, 1202,
- Chigny, 1414,
- Chegny, 1452,
- Cheny, 1560.

## Histoire[14]

### Vestiges romains
Et, en effet, dans les travaux de terrassements nécessités par la voie ferrée de Laroche à Auxerre, et dans d'autres touilles très restreintes, près le Thureau des Prés, on a trouvé et l'on trouve assez communément des monnaies romaines à l'effigie de Tibère, Claude, Marcienne, Commode, des ossements de boucherie, et des cendres de bivouacs ou autres ; des squelettes, des poteries, des objets de bronze. Cette année, le 15 mars, j'y ai trouvé une hache de fer très grossière. L'an dernier, au chemin des vignes, on déterra une magnifique petite pièce d'or, à l'effigie de Tibère ; au revers, un génie debout. Le château de Cheny aura, tout simplement, pris la place d'un premier poste fortifié, formant tête de ligne, dominant l'Armançon, et, au besoin pouvant inquiéter le cours de l'Yonne.

### Population
En 1615, la moyenne des naissances est vingt-cinq et la population stationnaire depuis cette époque est d'environ sept cents âmes. Un pouillé de Sens, de 1670, énonce pour Cheny, quatre cent cinquante communiants. L'almanach Tarbé, de 1776, donne cent cinquante feux et quatre cents communiants. En août 1795, lors du partage des communaux de Cheny, on compte six cent quarante-quatre individus. Depuis 1880, à la suite de la création d'un dépôt de machines aux abords du pont, une centaine d'ouvriers sont venus résider à Cheny avec leur famille, et la population s'est trouvée subitement grossie de plusieurs centaines d'habitants. Aujourd'hui, d'après le dernier recensement, elle atteint le chiffre de onze cent six.

### Noms des familles
Je pourrais citer quelques noms épars dans les archives des XIIe et XIIIe siècles. Ils se retrouvent à peu près au XVIe et sans recourir aux anciennes chartes, je copie dans les registres de catholicité, et dans l'ordre où je les rencontre, ceux qui figurent avant 1650 : Pasquet, Rollin, Champvin, Charon, Chambon, Moreau, Bonnard, Martin, Choppin, Garnier, Rougemont, Frontier, Bondoux, Valodin, Carré, Legros, Cornu, Huyard, Pierret, Gonnard, Chat, Rondot, Lefebvre, Millon, Cappé, Dangau, Mocquot, Bourrelet, Viollet, Miré, Gallois, Callé, Durand, Laforest, Vinot. En 1667, le 14 octobre, cent quatre personnes de Cheny vont recevoir la confirmation à Brienon. Dans la liste, se trouvent :  M. Lebœuf, M. Creveau, M. Jean Deplame, recteur des Ecoles, Arnoult, Aulmont, André, Arpé, Bailly, Baudrier, Besanger, Beugnon, Beaunois, Bondoux, Butin, Bonneau, Carré, Chat, Chanvin, Du Bois, Denis, Danvau, Fontaine, Frontier, Gourdeau, Gallois, Guillaumard, Gallimard, Grosley, Gonneau, Gaillard, Gagnon, Garnier, Gounon, Jusseaulme, Lefebvre, Lièvre, Liardot, Marie, Martin, Mérat, Moreau, Moussé, Pasquet, Prin, Pruneau, Rollin, Reignot, Rougemont, Rondot, Renard, Roy, Valodin, Viollet.

### Église
L'église de Cheny n'a rien d'extraordinaire, mais sa grosse tour carrée du XIIIe siècle, ses contreforts, à ressauts, sa situation pittoresque sur le bord de l'Armançon, lui donnent un cachet particulier qui plaît au regard. Pour être bien proportionnée, la tour devrait être exhaussée de quelques mètres. Le monument primitif a dû fortement souffrir de l'occupation anglaise. La tour seule pouvant être plus utilisée comme moyen de défense, a survécu. Le corps de l’édifice actuel date de la seconde moitié du XVe siècle ; c'est une nef unique, avec annexes formant croix de chaque côté. Il est très régulier et l'œil se complait dans la symétrie des arceaux et l'ensemble des proportions. Les dimensions sont trente-quatre mètres de longueur, sept mètres cinquante de largeur, et neuf mètres sous la voûte. Les fenêtres de style flamboyant ont conservé leurs meneaux et réseaux variés, mais elles ont perdu les vitraux historiés qui en faisaient la principale ornementation. À peine s'il en reste quelques vestiges dans les trilobures d'une baie ; quelques petits anges aux ailes éployées, dont le mérite ne fait qu'augmenter nos regrets pour tout ce qui a disparu. De temps immémorial l'église est dédiée à Saint-Pierre-ès-liens. Elle relevait de l'abbaye bénédictine de Saint-Rémy de Sens, qui devait entretenir le chœur, sinon toute l'église.

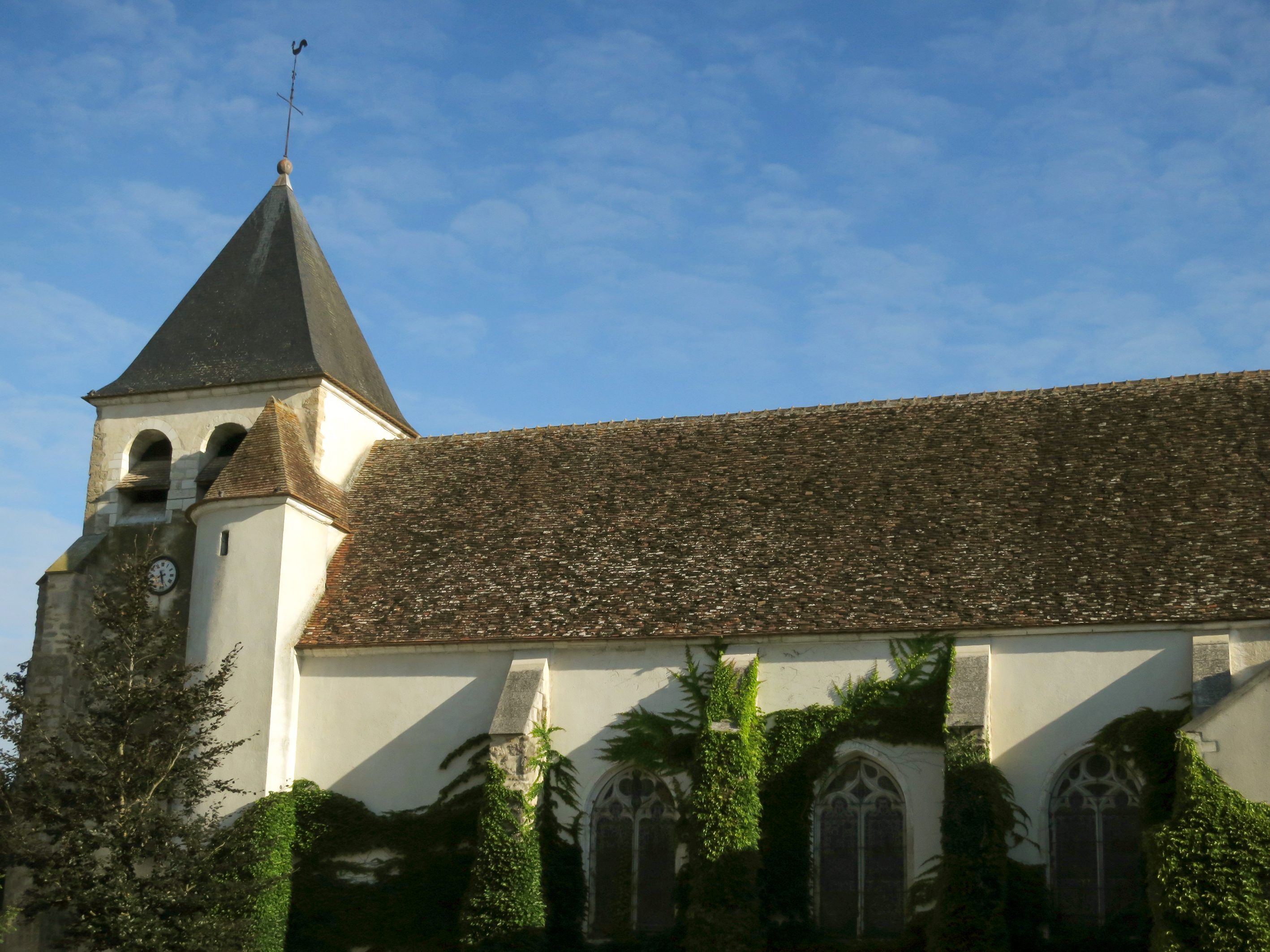
L'église de Cheny.

En 1879, M. Carré, curé, pour rendre à l'église son caractère primitif, enlève le grand retable à la romaine qui formait le maître-autel. C'était une de ces œuvres communes de l'époque Louis XV : colonnes de pierre, encadrant un tableau, reliées par des guirlandes peintes et accostées d'anges adorateurs de grandeur naturelle. Les débris en sont misérablement entassés, au pied de la tour, du côté nord, dans l'ancien cimetière. L'autel actuel est l'œuvre de M. Piéplu, architecte à Auxerre : coût : cinq mille trois cents francs. Quel qu'en soit le mérite, je pense que, pour ce prix, on pouvait au lieu de guirlandes de feuillage avoir des personnages en relief de plus grand art. La grande fenêtre du chevet dégagée a reçu des verrières peintes de la maison Didron ; la baie centrale représente le Bon Pasteur. Toutes ces œuvres sont dues à la libéralité de la famille Durand-Desbordeaux. L'autel a été solennellement consacré par monseigneur Bernadou, archevêque de Sens, le 29 août 1881.
En 1890, M. Horson, curé, fait ouvrir les deux fenêtres latérales de l'abside, obstruées depuis des siècles, les meneaux détruits sont rétablis. On y place de belles verrières, dans la fenêtre du sud, saint Edme, et saint Charles Borromée, don de Madame Moutard-Martin, née Durand ; dans la fenêtre nord, saint Augustin et saint Victor, don de madame Albanel, 1890. En novembre 1889, la chapelle de la Sainte-Vierge a été également enrichie d'une verrière qui représente N.-D. des Victoires. Elle sort des ateliers de M. Amand-Durand, natif de Cheny, propriétaire du château. Cette œuvre, obtenue par des procédés scientifiques nouveaux, se recommande par ses teintes chaudes et son coloris spécial. La chapelle de la Sainte- Vierge était autrefois désignée sous le nom de N.-D.-du-Rosaire. Au XVe siècle, plusieurs notables y sont inhumés. Dans la chapelle nord, dédiée à saint Roch, rien d'intéressant, sinon l'inscription suivante, entourée de moulures formant un vaste cadre ovale. En tête, un cœur ardent, percé de flèches ; à droite et à gauche, un écu armorié :
| D. O. M. CY GIST LE CORPS DE NOBLE DAME LOVYSE DE LAMBERT, EN SON VIVANT FEMME ESPOVZE DE MESSIRE PIERRE DE HANNICQVES, SEIGNEVR DE BENJAMIN, CHENY, BONNARD ET AVTRES PLACES, ESCVYER COMMANDANT EN LA GRANDE ESCVRIE DV ROY, ET PREMIER ESCVYER EN CELLE DE MONSEIGNEVR LE DVC D'ORLEANS, ET TENANT L' ACCADÉMIE DE SA MAJESTÉ A PARIS. LACQVELLE DAME DECEDA, EN SA MAISON, A PARIS RVE DES BONS ENFANTS, LE XXIIII JANVIER 1624. Priez Diev povr levrs ames. |

Dans la nef, bon tableau, la naissance de Jésus adoré par les Anges, copie d'André del Sarto. Un inventaire du mobilier daté de 1828 ne relate aucun objet d'art. Les archives, registres et paperasses du presbytère furent brûlés joyeusement en 1793, vers la porte du cimetière. Je me demande ce qu'ils contenaient de si effrayant. Aujourd'hui, avec ces documents, il serait plus facile de faire une histoire intéressante.
La grosse cloche est assez belle et son ample voix se répand harmonieusement dans les vallées environnantes. En voici l'inscription :
| J. H. S. MAR. D. O. M. JEAN ALlEN BACHELIER N. DECRET PRIEVR DV PRIEVRÉ DE NOTRE-DAME DE JOIGNY ET DAME CLAVDE DE RAGVIER, DAME ET BARONNE DE LACROIX ET DE MIGENNES. 1648. |

La petite cloche ne s'accorde guère avec sa sœur aînée. Voici ce qu'on y lit :
| J'ai été bénite par M. Jean-André Rappeneau, curé de Cheny. M. François-Amédée Rativeau, maire de la commune. L'an 1835. J'ai été nommée Marie- Victoire par M. Antoine-Joseph-Marie-Auguste de Manen, ancien capitaine de cavalerie, parrain, et par Marie-Gabrielle-Victoire Bonnerot, veuve de M. Ballaguet, marraine. |

L'horloge actuelle a été donnée en 1875 par les familles Henry Madelain et Jacob.

### Presbytère
Le presbytère, attenant a l'église, est une antique maison, ayant sur la rivière, la vallée et les voies ferrées une magnifique vue. Avant la Révolution tout le bas du jardin et dépendances était baigné par la rivière. Le 8 vendémiaire, an IV de la République, le presbytère est mis en vente : outre les bâtiments, tels qu'ils se comportent encore aujourd'hui, cinquante cordes de concises, tenant d'un long du midi à la rue, du levant aux champs, du septentrion à la rivière, d'autre au cimetière et à une petite ruelle dépendant de la ci-devant cure de Cheny, et désormais appartenant à la République. Il est adjugé au citoyen François-Auguste Ménétrier, propriétaire, demeurant à Auxerre, moyennant 2.160 livres.
Quant aux biens mêmes du presbytère consistant en vingt-deux arpents en diverses pièces, ils sont adjugés, le 20 juin 1792, au citoyen François Mangin, militaire décoré, demeurant à Brienon, moyennant seize mille livres. Une vigne de cinquante-trois cordes est adjugée au sieur Etienne Carré, marchand de vin à Cheny, moyennant mille cinq cents livres. Vingt-cinq cordes de luzerne, près la croix Saint-Vincent, sont adjugés à Edme Durand, pour deux mille six cent-vingt livres.
La cure, estimée d'un revenu de six cents livres, était à la collation de l'abbaye de Saint-Rémy de Sens.
En 1890, le jardin, du presbytère a été encore réduit de ses deux cinquièmes, sur la demande du conseil municipal, et par décret présidentiel.

### Liste des curés
Nos registres de catholicité commencent en 1615.
- Pierre Railly, en 1479, fut frappé jusqu'à effusion de sang, par Pierre de Courtenay, seigneur de la Ferté ; celui-ci fut dispensé par l'archevêque de Sens, de payer dix livres d'amende auxquelles il avait été condamné.
- Mathieu Barnicou qui résigne sa cure en faveur de :
- Edme Moreau, en 1558.
- Jean Voisin, 1615.
- Michel Mathieu, 1615-1646, eut pour vicaires Petitier et Foulon.
- J. Constand, 1647-1656, eut pour vicaires Lambert et Goudé.
- J. Huot, 1656-1682, eut pour vicaires Ferrand et Dumarest.
- Rabillet, 1683-1695, eut pour vicaires Brice, capucin de Paris, Laguette de Saint-Jean, cordelier, Prouvansal.
- Marin Dumont, 1696-1718, vicaires Cornisset, Daguenet; neuf ecclésiastiques du voisinage assistent à ses funérailles.
- Cottet, 1719-1766.
- Briquet, prêtre de La Mission, 1766-1773, huit prêtres à ses funérailles.
- Cropat, 1773.
- Lespagnol, 1773-1792, remet les registres aux mains de Pierre Rondot, officier municipal, le 17 novembre 1792.
- Saffroy, 1805-1812.
- Ravinet, 1814-1824.
- Féméry, 1828.
- Jacob, 1829-1831.
- Rappeneau. 1831-1859, devient aveugle, se retire à Avallon ; il eut pour vicaire son neveu, M. Monot.
- Rousseau, 1859-1863, inhumé au centre du nouveau cimetière, il a laissé deux cent soixante-sept francs à l'église.
- Jean-Baptiste Carré, ancien maître de l'institution Saint-Héric à Auxerre, 1863-1889, littérateur émérite. Il a publié la biographie de M. Fortin, archiprêtre d'Auxerre et celle de M. Laroche, curé d'Ormoy et de Saint-Bris. On lui doit aussi un éloge de l'abbé Lebeuf, le 20 avril 1860, à l'anniversaire séculaire du savant auxerrois, des épisodes de l'Histoire d'Auxerre, un toast remarqué au banquet de Fontenoy, etc.
- Pierre-Valentin Horson, 1889, votre serviteur, a publié des recherches historiques sur Pont-sur-Yonne.

### Instituteurs
À côté de la signature du curé, nous voyons le paraphe artistique de l'instituteur, prenant le titre de recteur des écoles. Longtemps l'école se tint dans une maisonnette toute proche du presbytère. Voici les noms que j'ai relevés : Jusseaulme, 1618. Lejoyeux, 1646. Pierre Bonin, 1687. Jean Deplaine, 1689. Pierre Prin, 1713. Germain Petitjean, 1760. Jean Guillot, 1807. Sebastien Huot, 1808. Petitot, 1814. Depuis sont venus MM. Mathé, Besse, Ythier, Creveau, Roger, Mercier, 1892.

### Médecins
La paroisse de Cheny a régulièrement un médecin, ou chirurgien ou practicien. Edme Bourrelet, 1629. Nicolas Perrettes, 1629. Charles Gervais, 1689. Edme Moret, en 1773. Guillemot en 1805. Dr Albanel, Dr Henry, Dr Bricard. Régulièrement aussi, une sage-femme ou matrone, qui apparaît aux baptêmes ; et dans deux seuls cas de naissances illégitimes, en deux cents ans, elle déclare et fait inscrire d'office le nom du père. Nous avions également un notaire royal, un sergent en la justice de Cheny, un procureur fiscal, des artisans de tout métier ; couvreur, cordonnier, charron, tisserand, pescheur, menuisier, boulanger, charpentier. Le maître boucher semble avoir rang de notable.

### Choses religieuses
En 1636, M. le curé relate les différents services auxquels il est tenu, il doit faire six processions par an, savoir : le lendemain de Pâques, à Hauterive ; le jour de Saint-Georges, au Mont-Saint-Sulpice ; le jour de Sainte-Croix, à Bassou ; les trois jours des Rogations, à différentes croix du territoire, pour trois livres. Actuellement les processions religieuses sont interdites ; M. l'abbé Carré s'étant avisé d'aller processionnellement, au cimetière, le jour de la fête des Morts, 2 novembre 1881, subit un procès, et fut condamné à un franc d'amende, devant la justice de paix de Seignelay.
En 1636, M. le curé doit célébrer vigiles des morts tous les dimanches de Carême ; pour tout l'octave du Saint-Sacrement, il lui est alloué cinq sols, cinq sols au maître des écoles, cinq sols au sonneur. Il doit un service funèbre aux quatre temps, et un, le lendemain de la Saint-Pierre. Le nombre des anniversaires à célébrer cette année-là est de quarante-trois ; beaucoup sont institués à perpétuité par dispositions testamentaires, tels sont ceux de J.-B. Bonnard, Dupuis, Huot, Chat. Pour cette même intention, Claude Fauconnier lègue à l'église deux arpents de terre, lieu-dit Guichardon. Michel Mathieu, curé, dix-huit livres de rente sur ses bâtiments sis au Mont-Saint-Sulpice. Pierre Rollinat, cinquante sols de rente sur une vigne, lieu-dit Champ-Carré. Antoinette Amyot, un quartier de pré, lieu-dit Bouche d' Armançon. Claude Pasquet, deux quartiers de pré même lieu. Marie Bondoux, un quartier de terre aux Coulmines. Antoine Durand, deux arpents de terre sur Migennes. Il ne nous parait point inutile d'exhumer ces témoignages de l'antique foi des habitants de Cheny. Des messes basses sont fondées à perpétuité pour Guillaume Martin, Benoit Lemoine, André Blandin, La Clérin, Brigide Perrettes, Thomas Cornu, Madeleine Fouché, Etienne Goussot, Edmée Rollin, Edme Sauvage, Edmée Bonnard.
Les fondations énumérées plus haut et quelques autres constituaient les biens et revenus de la fabrique. Ils composaient, en 1792, un labourage de onze arpents, terres et prés, affermé à Louis-Germain Sourdillat et J.-B. Gautherin, laboureurs à Cheny, moyennant cent quatre-vingt-quinze francs. Ces biens sont mis en adjudication, au Mont-Armance, le 17 floréal an III, divisés en six lots.
| 1er lot, adjugé au citoyen J.-B. Beau, propriétaire à Saint-Florentin, moyennant cinq mille sept cents livres. 2ème lot, au sieur Bon Bouvret, quatre mille cents livres. 3ème lot, au sieur Bon Bouvret, cinq mille trois cent vingt-cinq livres. 4ème lot, au sieur Edme Durand, gendre Lafaist, trois mille cinq cent soixante livres. 5ème lot, au sieur Germain Sourdillat, quatre mille cent cinquante livres. 6ème lot, moyennant cinq mille cent soixante-quinze livres. Ce qui fait un total de vingt-huit mille dix francs. |

Avant la Révolution, il y avait à Cheny, une confrérie du Saint-Rosaire, de Sainte-Barbe et de Saint-Roch, invoqué dans les épidémies. La statue de sainte Barbe a été mutilée en 1793. Pareillement, il existait une confrérie de Saint-Nicolas, patron des mariniers et des jeunes gens. On a encore le bâton processionnel du XVIIe siècle.

### Dicton
| Armançon Mauvaise rivière et bon poisson |

Ce dicton se justifie pleinement ici, parce que la rivière toujours rapide, souvent torrentielle, aime à déplacer son lit et que parfois, en vingt-quatre heures, elle croît de trois mètres, et devient jaune et violente, comme le Tibre, et parce que, même en été, quand elle est calme, elle a, dans certains endroits, comme à Fouchy et en Ferte-Rive, des gouffres qui font peur et où plusieurs ont péri. Il n'est point d'année où elle ne promène, sur ses rives, ses ondes tumultueuses. En 1697, le 24 juin, elle était « si prodigieusement grosse qu'elle bouchait les arches du pont et que les eaux refluaient jusqu'au moulin de Migennes. » Et M. le Curé d'alors croit devoir dire :  « ce que je certifie véritable. » La plus grande crue survenue depuis, et qui est celle du 25 septembre 1866, n'a pas atteint tout à fait ce niveau, il s'en manquait peut-être vingt-cinq centimètres. On peut voir sur les murs de la fontaine Saint-Pierre, à l'étiage, les marques diverses des crues les plus fameuses de ce siècle : celles de 1836, de 1846, du 25 novembre 1852, du 14 mai 1856 et surtout celle de 1866.
La deuxième partie du dicton n'est pas moins vraie ; bon poisson, de chair exquise tenant à la rapidité et à la nature des eaux vives. On y trouve toutes les espèces d'eau douce connues, depuis le minuscule vairon jusqu'aux énormes brochets et saumons. Les meilleures sont l'anguille, la perche, le brochet ; la truite n'y est point rare. Autrefois, dans les baux du moulin et autres fermages riverains, il était stipulé que le preneur, entre autres redevances, serait tenu de fournir quelque chose comme six belles anguilles ou six livres de beau poisson. Le bon poisson appelle forcément les bons pêcheurs ; ici, ils sont d'une habileté inouïe, usant de tous les artifices et plongeant même au besoin dans les plus profonds repaires. Si les gros brochets de l'Yonne dépassent Cheny et remontent jusqu'à Brienon, ce n'est pas du gré des susdits pêcheurs. Depuis plusieurs années, l’État a renoncé à son droit d'amodier la rivière ; le droit de pêche est revenu aux riverains qui, généralement, sont assez accommodants.

### Le pont
Le pont de Cheny, dit M. Quantin, est du XVIe siècle. Il a six arches. L'Annuaire de l'Yonne (1853), en donne le dessin. Je voudrais bien pouvoir dire depuis combien de siècles existe un pont ici ; les documents positifs me manquent. L'abbé Henry, dans son histoire de Seignelay, prétend trouver à notre pont actuel, tous les caractères d'une construction romaine. Je me demande ce qui, pour lui, constitue ces caractères. Comme si les Romains n'avaient pas eu aussi des ponts de bois. Cependant, j'incline à croire que les Romains avaient un pont à Cheny et à l'emplacement présent. Le gué n'était pas souvent praticable. Je ne veux point entrer dans la discussion relative à Bandritum que la critique moderne place à Bonnard ; il y avait certainement entre Bonnard et Cheny qui se touchent presque, une voie très ancienne aboutissant au pont de l'Armançon. Le vieux chemin de Ligny, dont parle un titre de 1228, et qui s'appelle aussi chemin de Bourgogne, aboutissait également au pont. En 1243, le pont existant était en bois. En 1815, la petite arche du côté gauche, était une passerelle mobile qu'on levait et qu'on abaissait à volonté, pour obtenir plus sûrement le péage, sans doute. Aux temps où les pieux pèlerinages étaient dans les mœurs, beaucoup de fidèles se rendant à Alise-Sainte-Reine passaient par Cheny ; les registres relatent, avec circonstances, les décès de plusieurs étrangers et les honneurs religieux que leur furent rendus à cause des chapelets et autres insignes trouvés sur eux.
De temps immémorial, les droits de péage, en dessus et en dessous le pont appartiennent aux seigneurs de Cheny qui l'ont évidemment fait construire. En 1243, Jean de Seignelay permet aux moines de Saint-Rémy d'établir un moulin à courtines près du pont, pourvu qu'ils laissent la voie libre à la navigation. L'usage de moulins sur les ponts était, alors, très fréquent.
En 1484, à la suite des guerres avec les Anglais, Philippe de Savoisy allège la redevance qu'il percevait à Cheny sur la rivière, et la réduit de trente sols à dix sols. « En considération de ce qu'au moyen des guerres qui dernièrement ont eu cours en ce pays, ladite seigneurie, et même ladite rivière sont réduites à une petite valeur. » (Archives de l'Yonne).
Aujourd'hui, un peu en aval de Cheny, on a construit deux nouveaux ponts pour les voies ferrées, un pour la ligne de Nevers, un autre pour la ligne départementale suivant la vallée du Serein.

### Le moulin
Dès l'origine, il appartient aux religieux bénédictins de Saint-Rémy qui étaient à. Sens, dès le sixième siècle. Pour leurs établissements, ils savaient choisir toujours des emplacements qui dénotent un sens pratique absolu. Le moulin de Cheny ne tourne plus, les meuniers n'y firent point toujours fortune : mais on pourrait essayer d'une autre industrie ; par exemple, dans notre siècle de lumière, en tirer de puissants foyers d'électricité.
En 1243, Jean de Seignelay, qui avait commencé à bâtir un moulin à. Cheny, sur l'Armançon, au-dessous du moulin Saint-Rémy, ayant vu les titres de celui-ci, par l'intervention de prud'hommes, renonça aux droits qu'il pouvait avoir à cet égard sur l'Armançon, depuis le moulin des moines jusqu'à l'Yonne. Les prés s'étendant au-dessous du moulin portent encore le nom de Saint-Rémy. On y tenait les foires, trois fois par an, le jeudi de la Passion, le 16 août, jour de la fête de saint Roch, et le 4 décembre, jour de Sainte- Barbe. Ces trois jours coïncident avec une fête religieuse en honneur autrefois dans le village. Il y avait une confrérie de Saint-Roch, une confrérie de Sainte-Barbe, et un autel dédié à. Notre-Dame-du-Rosaire. L'Armançon a déplacé les prés Saint-Rémy pour les reporter sur la rive droite. En 1781, le moulin n'appartient plus aux religieux, mais aux de Montmorency. Le 4 novembre, il est loué au sieur Lhéritier, meunier de Gurgy, pour 54 ans, qui commenceront à l'expulsion du meunier en place. Les chômages et accidents, causés par le passage des trains de bois, seront supportés par le locataire. Il a le droit de pêche dans le vannage et dans cinq toises au-dessous : bail conclu moyennant, par an, trois cents francs et six anguilles.
Pour le service de la navigation, il y avait là un éclusier attitré, chargé de la surveillance et du fonctionnement du perthuis. En 1805, c'est un nommé Coignée ; souvent, il repêche des cadavres : les registres mentionnent minutieusement ces lugubres trouvailles faites dans l'Armançon et dans I'Yonne.

## Politique et administration

### Liste des maires
| Période  | Période                   | Identité          | Étiquette | Qualité |
| -------- | ------------------------- | ----------------- | --------- | --- |
| 1935     | 1955                      | Albert Gallois    |           | |
| 1955     | 1966                      | Camille Robineau  |           | |
| 1966     | 1984                      | Sylvain Bourgoin  | PCF       | Cheminot Conseiller général du canton de Seignelay (1979 → 1985)                                                        |
| 1984     | mai 2020                  | Georges Friedrich | app. PCF  | Inspecteur général de la jeunesse et des sports retraité Président de la CC de l'Agglomération Migennoise (1983 → 2014) |
| mai 2020 | En cours (au 3 juin 2020) | Didier Jacquemain |           | Retraité, ancien premier adjoint 1er vice-président de la CC de l'Agglomération Migennoise (2020 → )                    |

## Démographie
L'évolution du nombre d'habitants est connue à travers les recensements de la population effectués dans la commune depuis 1793. Pour les communes de moins de 10 000 habitants, une enquête de recensement portant sur toute la population est réalisée tous les cinq ans, les populations de référence des années intermédiaires étant quant à elles estimées par interpolation ou extrapolation. Pour la commune, le premier recensement exhaustif entrant dans le cadre du nouveau dispositif a été réalisé en 2005.

En 2022, la commune comptait 2 231 habitants, en évolution de −10,19 % par rapport à 2016 (Yonne : −1,95 %, France hors Mayotte : +2,11 %).
| 1793 | 1800 | 1806 | 1821 | 1831 | 1836 | 1841 | 1846 | 1851 |
| ---- | ---- | ---- | ---- | ---- | ---- | ---- | ---- | ---- |
| 616  | 684  | 687  | 737  | 800  | 815  | 808  | 840  | 927  |

| 1856 | 1861 | 1866 | 1872 | 1876 | 1881  | 1886  | 1891  | 1896  |
| ---- | ---- | ---- | ---- | ---- | ----- | ----- | ----- | ----- |
| 878  | 800  | 793  | 809  | 831  | 1 018 | 1 128 | 1 106 | 1 009 |

| 1901  | 1906  | 1911  | 1921  | 1926  | 1931  | 1936  | 1946  | 1954  |
| ----- | ----- | ----- | ----- | ----- | ----- | ----- | ----- | ----- |
| 1 089 | 1 001 | 1 089 | 1 193 | 1 294 | 1 335 | 1 315 | 1 416 | 1 342 |

| 1962  | 1968  | 1975  | 1982  | 1990  | 1999  | 2005  | 2006  | 2010  |
| ----- | ----- | ----- | ----- | ----- | ----- | ----- | ----- | ----- |
| 1 556 | 1 678 | 2 210 | 2 523 | 2 521 | 2 535 | 2 588 | 2 581 | 2 469 |

| 2015  | 2020  | 2022  | - | - | - | - | - | - |
| ----- | ----- | ----- | - | - | - | - | - | - |
| 2 485 | 2 287 | 2 231 | - | - | - | - | - | - |

## Lieux et monuments
- Ancienne gare de Cheny.

## Personnalités liées à la commune
- Georges Jacob, maître ébéniste du XVIIIe siècle, né à Cheny le 6 juillet 1739, mort en 1814.
- Raymond Georgein, né le 25 août 1920 à Cheny et mort le 19 avril 1999 dans le 20e arrondissement de Paris, est un artiste sculpteur, peintre et collagiste français.

## Pour approfondir